# Racovița (gmina w okręgu Braiła)
Racovița – gmina w Rumunii, w okręgu Braiła. Obejmuje miejscowości Corbeni, Custura i Racovița. W 2011 roku liczyła 1149 mieszkańców. 